# Corades laminata
Corades laminata är en fjärilsart som beskrevs av Butler 1870. Corades laminata ingår i släktet Corades och familjen praktfjärilar. Inga underarter finns listade i Catalogue of Life.